# 14th Street – Union Square
14th Street – Union Square – stacja metra nowojorskiego, na linii 4, 5, 6, L, N, Q i R. Znajduje się w dzielnicy Manhattan, w Nowym Jorku i zlokalizowana jest pomiędzy stacjami 23rd Street, 23rd Street, Sixth Avenue, Astor Place, Third Avenue i Eighth Street – New York University. Została otwarta 27 października 1904.